# Emilia-Romagnas Grand Prix 2021
Emilia-Romagnas Grand Prix 2021, officiellt Formula 1 Pirelli Gran Premio Del Made In Italy E Dell'emilia Romagna 2021, var ett Formel 1-lopp som kördes den 18 april 2021 på Autodromo Enzo e Dino Ferrari i Italien. Det var det andra loppet ingående i Formel 1-säsongen 2021 och kördes över 63 varv.

## Kvalet
| Pos.                    | Nr. | Förare             | Konstruktör               | Kvaltider | Kvaltider | Kvaltider | Start- grid |
| Pos.                    | Nr. | Förare             | Konstruktör               | Q1        | Q2        | Q3        | Start- grid |
| ----------------------- | --- | ------------------ | ------------------------- | --------- | --------- | --------- | ----------- |
| 1                       | 44  | Lewis Hamilton     | Mercedes                  | 1:14.823  | 1:14.817  | 1:14.411  | 1           |
| 2                       | 11  | Sergio Pérez       | Red Bull-Honda            | 1:15.395  | 1:14.716  | 1:14.446  | 2           |
| 3                       | 33  | Max Verstappen     | Red Bull-Honda            | 1:15.109  | 1:14.884  | 1:14.498  | 3           |
| 4                       | 16  | Charles Leclerc    | Ferrari                   | 1:15.413  | 1:14.808  | 1:14.740  | 4           |
| 5                       | 10  | Pierre Gasly       | Alpha Tauri-Honda         | 1:15.548  | 1:14.927  | 1:14.790  | 5           |
| 6                       | 3   | Daniel Ricciardo   | McLaren-Mercedes          | 1:15.669  | 1:15.033  | 1:14.826  | 6           |
| 7                       | 4   | Lando Norris       | McLaren-Mercedes          | 1:15.009  | 1:14.718  | 1:14.875  | 7           |
| 8                       | 77  | Valtteri Bottas    | Mercedes                  | 1:14.672  | 1:14.905  | 1:14.898  | 8           |
| 9                       | 31  | Esteban Ocon       | Alpine-Renault            | 1:15.385  | 1:15.117  | 1:15.210  | 9           |
| 10                      | 18  | Lance Stroll       | Aston Martin-BWT Mercedes | 1:15.522  | 1:15.138  | Ingen tid | 10          |
| 11                      | 55  | Carlos Sainz, Jr.  | Ferrari                   | 1:15.406  | 1:15.199  | N/A       | 11          |
| 12                      | 63  | George Russell     | Williams-Mercedes         | 1:15.826  | 1:15.261  | N/A       | 12          |
| 13                      | 5   | Sebastian Vettel   | Aston Martin-BWT Mercedes | 1:15.459  | 1:15.394  | N/A       | PL1         |
| 14                      | 6   | Nicholas Latifi    | Williams-Mercedes         | 1:15.653  | 1:15.5932 | N/A       | 14          |
| 15                      | 14  | Fernando Alonso    | Alpine-Renault            | 1:15.832  | 1:15.5932 | N/A       | 15          |
| 16                      | 7   | Kimi Räikkönen     | Alfa Romeo-Ferrari        | 1:15.974  | N/A       | N/A       | 16          |
| 17                      | 99  | Antonio Giovinazzi | Alfa Romeo-Ferrari        | 1:16.122  | N/A       | N/A       | 17          |
| 18                      | 47  | Mick Schumacher    | Haas-Ferrari              | 1:16.279  | N/A       | N/A       | 18          |
| 19                      | 9   | Nikita Mazepin     | Haas-Ferrari              | 1:16.797  | N/A       | N/A       | 19          |
| 107 %-gränsen: 1:19.899 |     |                    |                           |           |           |           |             |
| DNQ                     | 22  | Yuki Tsunoda       | Alpha Tauri-Honda         | Ingen tid | N/A       | N/A       | 203         |
| Källor:                 |     |                    |                           |           |           |           |             |

Noter
- ^1  – Sebastian Vettel placerade sig på 13:e plats i kvalet men fick problem med bromsarna under formationsvarvet och tvingades starta från pit lane.
- ^2  – Nicholas Latifi och Fernando Alonso satte identiska varvtider i Q2. Latifi kvalade före eftersom han satte sin varvtid före Alonso.[4]
- ^3  – Yuki Tsunoda satte inte en varvtid i Q1 men fick tillåtelse att delta i loppet av domarna.[5]

## Loppet
| Pos.                                                          | Nr. | Förare             | Konstruktör               | Varv | Tid/Bröt    | Grid | Poäng |
| ------------------------------------------------------------- | --- | ------------------ | ------------------------- | ---- | ----------- | ---- | ----- |
| 1                                                             | 33  | Max Verstappen     | Red Bull-Honda            | 63   | 2:02:34.598 | 2    | 25    |
| 2                                                             | 44  | Lewis Hamilton     | Mercedes                  | 63   | +22.000s    | 1    | 191   |
| 3                                                             | 4   | Lando Norris       | McLaren-Mercedes          | 63   | +23.702s    | 7    | 15    |
| 4                                                             | 16  | Charles Leclerc    | Ferrari                   | 63   | +25.579s    | 4    | 12    |
| 5                                                             | 55  | Carlos Sainz, Jr.  | Ferrari                   | 63   | +27.036s    | 11   | 10    |
| 6                                                             | 3   | Daniel Ricciardo   | McLaren-Mercedes          | 63   | +51.220s    | 6    | 8     |
| 7                                                             | 10  | Pierre Gasly       | Alpha Tauri-Honda         | 63   | +52.818     | 10   | 6     |
| 8                                                             | 18  | Lance Stroll       | Aston Martin-BWT Mercedes | 63   | +56.9092    | 5    | 4     |
| 9                                                             | 31  | Esteban Ocon       | Alpine-Renault            | 63   | +1:05.704   | 8    | 2     |
| 10                                                            | 14  | Fernando Alonso    | Alpine-Renault            | 63   | +1:06.561   | 9    | 1     |
| 11                                                            | 11  | Sergio Pérez       | Red Bull-Honda            | 63   | +1:07.151   | 15   | N/A   |
| 12                                                            | 22  | Yuki Tsunoda       | Alpha Tauri-Honda         | 63   | +1:13.1843  | 2    | N/A   |
| 13                                                            | 7   | Kimi Räikkönen     | Alfa Romeo-Ferrari        | 63   | +1:34.7734  | 20   | N/A   |
| 14                                                            | 99  | Antonio Giovinazzi | Alfa Romeo-Ferrari        | 62   | +1 varv     | 17   | N/A   |
| 155                                                           | 47  | Sebastian Vettel   | Aston Martin-BWT Mercedes | 61   | Växellåda   | PL   | N/A   |
| 16                                                            | 47  | Mick Schumacher    | Haas-Ferrari              | 61   | +2 varv     | 18   | N/A   |
| 17                                                            | 9   | Nikita Mazepin     | Haas-Ferrari              | 61   | +2 varv     | 19   | N/A   |
| RET                                                           | 77  | Valtteri Bottas    | Mercedes                  | 30   | Krasch      | 8    | N/A   |
| RET                                                           | 63  | George Russell     | Williams-Mercedes         | 30   | Krasch      | 12   | N/A   |
| RET                                                           | 6   | Nicholas Latifi    | Williams-Mercedes         | 0    | Krasch      | 14   | N/A   |
| Snabbaste varvet: Lewis Hamilton, Mercedes, varv 60, 1:16.702 |     |                    |                           |      |             |      |       |
| Källor:                                                       |     |                    |                           |      |             |      |       |

Noter
- ^1  – Inkluderar ett poäng för snabbaste varvet.
- ^2  – Lance Stroll slutade som sjua i loppet men tilldelades ett femsekunders strafftillägg efter loppet eftersom han lämnade banan och övertog Pierre Gasly.[7]
- ^3  – Yuki Tsunoda tilldelades ett femsekunders strafftillägg för att ha lämnat banan ett flertal gånger.[8]
- ^4  – Kimi Räikkönen slutade på nionde plats i loppet men tilldelades ett 30-sekunders strafftillägg efter loppet för att ha brutit mot rullande start regeln.[9]
- ^5  – Sebastian Vettel bröt två varv tidigare men körde färdigt 90% av loppet.[9]

## Ställning efter loppet
|     | Pos. | Förare          | Poäng |
| --- | ---- | --------------- | ----- |
| ▬   | 1    | Lewis Hamilton  | 44    |
| ▬   | 2    | Max Verstappen  | 43    |
| ▲ 1 | 3    | Lando Norris    | 27    |
| ▲ 2 | 4    | Charles Leclerc | 20    |
| ▼ 2 | 5    | Valtteri Bottas | 16    |

|   | Pos. | Konstruktör         | Poäng |
| - | ---- | ------------------- | ----- |
| ▬ | 1    | Mercedes            | 60    |
| ▬ | 2    | Red Bull-Honda      | 53    |
| ▬ | 3    | McLaren-Mercedes    | 41    |
| ▬ | 4    | Ferrari             | 34    |
| ▬ | 5    | Alpha Tauri-Ferrari | 8     |

- Notering: Endast de fem bästa placeringarna i vardera mästerskap finns med på listorna.